# Fiat G.91
O FIAT G-91 é um caça-bombardeiro leve desenvolvido e fabricado pela Fiat Aviazione, na Itália, de 1958 a 1977. 
O avião foi o vencedor de uma competição da NATO, com o objectivo de encontrar um caça de ataque ligeiro, barato, com baixo custo de manutenção, capacidade para operar a partir de pistas curtas e rudimentares e capaz de boas performances e desempenho.
Foi introduzido e operado pela Aeronautica Militare Italiana, posteriormente pela Deutsche Luftwaffe da Alemanha e Força Aérea Portuguesa, ao serviço da qual efectuou missões de combate, na denominada Guerra Colonial Portuguesa.
Vários países ignoraram o projecto ou cancelaram as suas encomendas, o caso da Grécia, da Turquia, da França, da Áustria e dos Estados Unidos, apesar destas contrariedades foi produzido ao longo de 19 anos e manteve-se operacional por mais de 35, os pilotos Alemães e Portugueses alcunharam-no de "Gina" de forma carinhosa.

## Desenvolvimento e Produção
Numa tentativa de obter um padrão nos equipamentos e suas capacidades a NATO anunciou em 1954 um concurso para equipar os países membros com um caça-bombardeiro moderno de apoio táctico, obedecendo aos seguintes parâmetros:

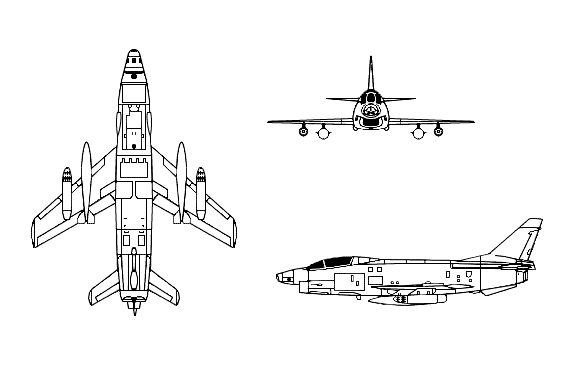
G.91Y

1. Capaz de atacar veículos blindados, concentração de tropas, instalações petrolíferas e ou industriais e alvos de oportunidade em movimento.
2. Capaz de missões de interdição, nomeadamente comboios, barcaças ou outros transportes similares de tropas.
3. Capaz de operar a partir de autoestradas, pistas não preparadas ou rudimentares e com uma corrida à descolagem para ultrapassar um obstáculo de 15 metros de altura, não superior a 1 100 metros.
4. Capaz de sustentar a velocidade de mach 0.95 durante pelo menos 30% da missão, um raio de acção de 280 Km e permanecer na área do alvo durante 8 a 10 minutos.
5. Boa manobrabilidade e alta taxa de rolamento ventral.
6. Protecção blindada contra fragmentos de explosões e fogo de armas ligeiras, para o piloto e tanques de combustível.
7. Armado com quatro metralhadoras ou dois canhões, assim configurados: 4x12.7mm ou 2x20mm ou 2x30mm, com provisão para 300, 200 e 120 tiros respectivamente.
8. Capaz de transportar armamento externo em pelo menos uma estação debaixo de cada asa, com capacidade de até 230Kg.
9. Peso vazio de 2 000Kg e máximo à descolagem de 4 700Kg ou superior.
10. Equipado internamente com pelo menos: rádio na banda UHF, identificador IFF e sistema de navegação táctico TACAN.

Em 1956 a FIAT apresentou o protótipo do G.91, o qual tinha algumas semelhanças com o maior F-86K, então construído sob licença. Era um avião pequeno com asas em flecha, trem de aterragem em triciclo e canopy espaçosa em forma de bolha. Em voo mostrava-se ligeiro e manobrável e com capacidade de transporte para vários tipos de armamento.

Os testes de voo tiveram início em 1957 e demonstraram uma superioridade clara do G.91 em desfavor dos oponentes Franceses, Dassault Étendard VI e Breguet Taon. 

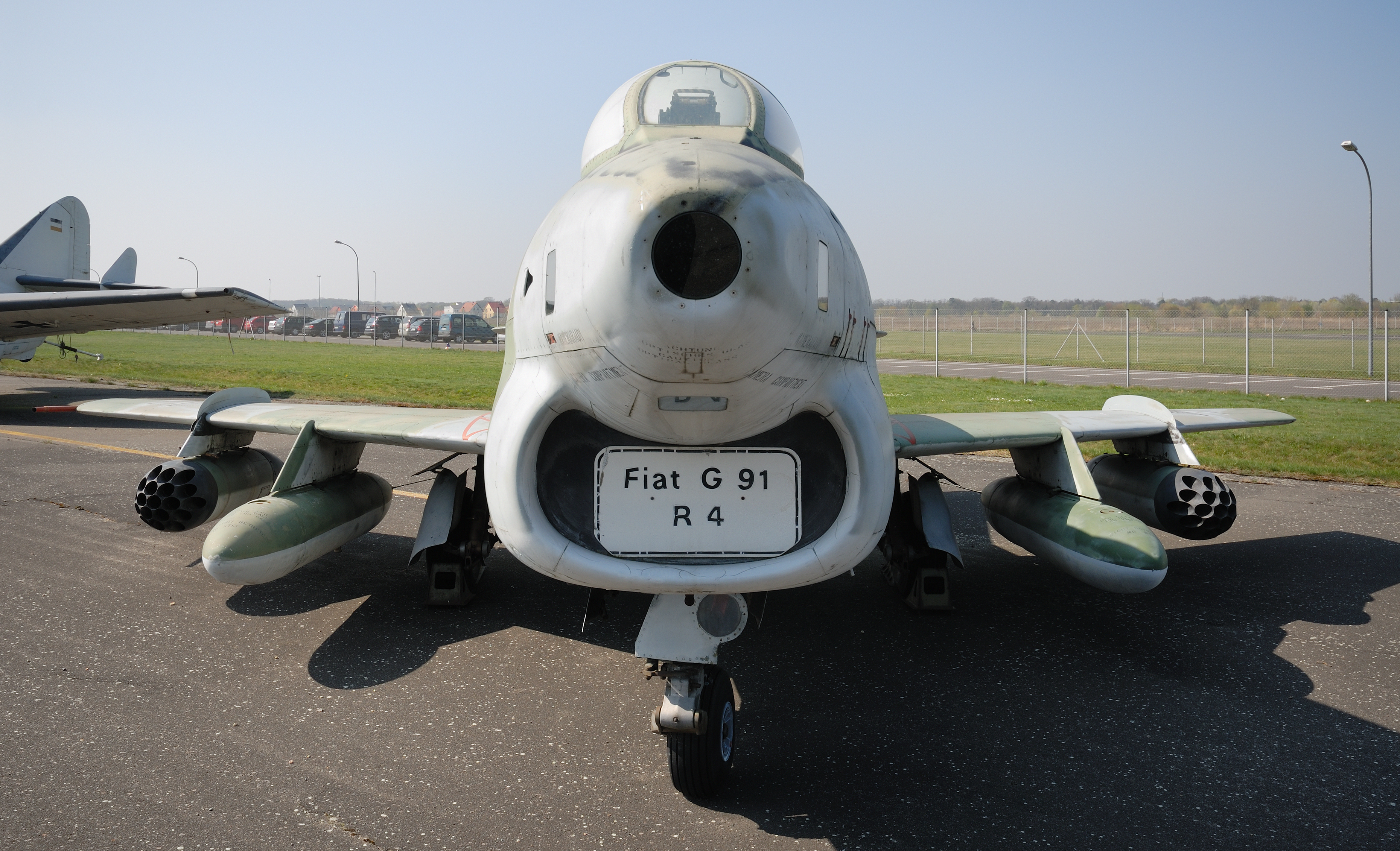
G.91R/4, pertence ao museu do ar Alemão em Berlin-Gatow

Apenas em 1958 foi anunciada a vitória do G.91 na competição, devido essencialmente a querelas políticas organizadas pela França, que nunca se mostrou conformada com a eliminação dos seus aviões. A boa impressão causada pela aeronave Italiana, motivaram um interessante número de encomendas, ou intenções de compra. A Itália encomenda 50 R/1 a própria França encomendou 50 G.91R/2, a Grécia e a Turquia colocaram encomendas para 25 G.91R/4 para cada Força Aérea, a Alemanha encomendou 50 unidades do modelo R3, logo seguida de uma nova encomenda de 294 exemplares do mesmo modelo, mas construídos por um consórcio Alemão liderado pela Dornier e do qual faziam parte a Messerschmitt e a Heinkel. A Áustria
encomendou 12 G.91R/3 e dois da versão de treino ainda em desenvolvimento, a Suíça e a Argentina demonstram um acentuado interesse e os estudos tendentes a obter uma versão de longo alcance destinada à Noruega encontravam~se em estado avançado.

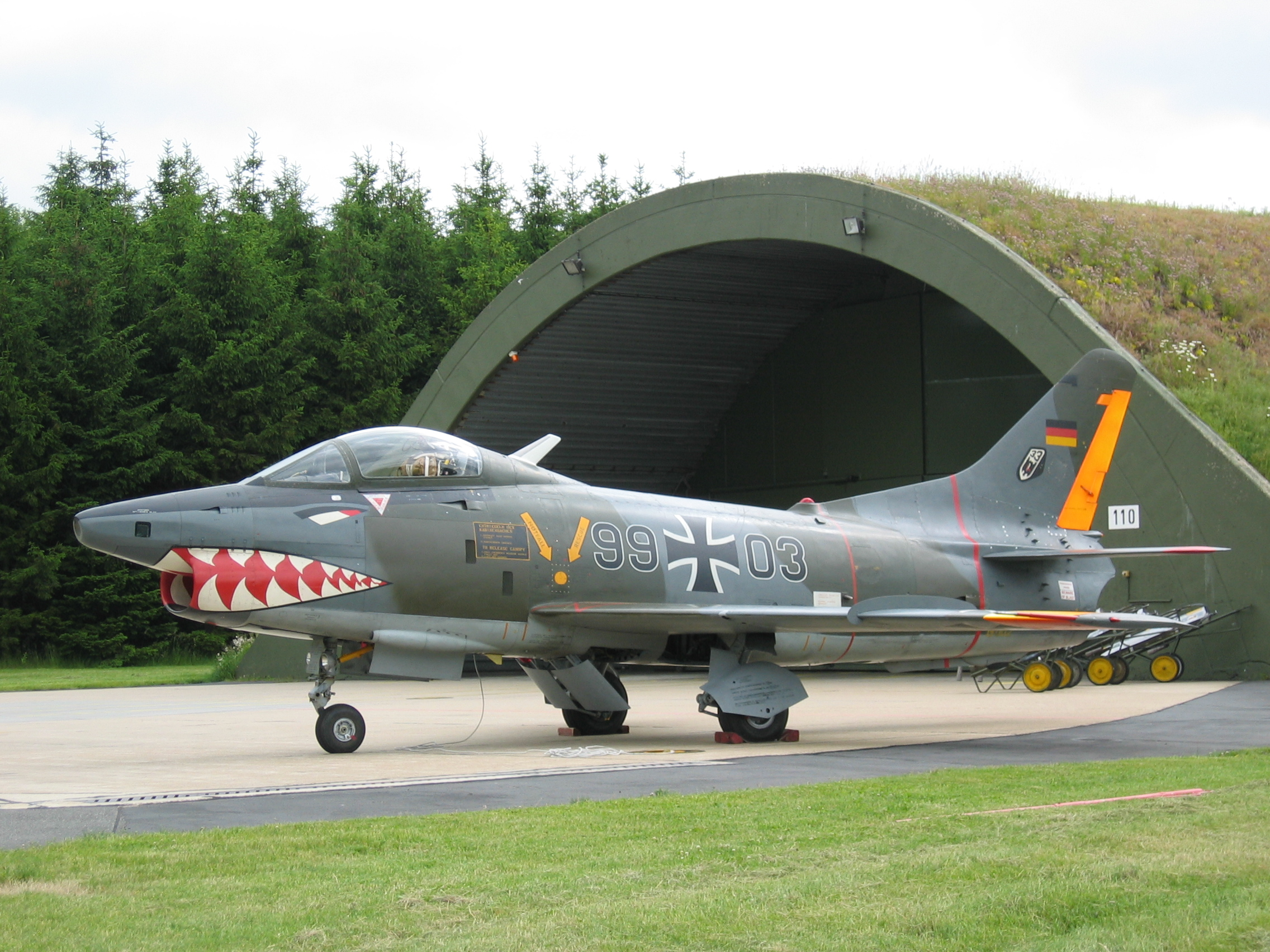
Fiat G-91R/3 "Gina" (Luftwaffe serial 99+03)

No início de 1961, quatro G.91 foram transportados para os Estados Unidos, a bordo de um C-124 Globemaster II e colocados dois à disposição do Exército dos Estados Unidos em Fort Rucker no Alabama e os restantes dois à disposição da USAF na base aérea de Kirkland no Novo México. Após intensos e variados testes, durante os quais foi perdida uma aeronave em acidente operacional, tendentes a avaliar o G.91 como futuro avião de suporte aéreo táctico do Exército dos Estados Unidos.

Uma mudança na doutrina táctica nas forças armadas Americanas, que atribuiu à USAF a missão de apoio às forças terrestres com aviões de asa fixa, deitou por terra a eventual compra do G.91, já que o mesmo foi declarado não satisfatório pela Força Aérea dos Estados Unidos.
Após o revés Norte-Americano, rivalidades políticas e querelas mal resolvidas após a Segunda Guerra Mundial, ditaram  a anulação das encomendas da França, logo seguida da Áustria que alegou um conflito fronteiriço, da Grécia que apesar de já ter recebido quatro exemplares, declinou os restantes, optando pelo F-5A Freedom Fighter oferecido pelos Estados Unidos ao abrigo do programa de ajuda mútua, o mesmo sucedeu com a Turquia. A Noruega Suíça e Argentina não voltaram a manifestar interesse na aquisição.
|                  | Quantidade | N.º construção                  | Matrícula                                               | Utilizador               | Notas                    |
| ---------------- | ---------- | ------------------------------- | ------------------------------------------------------- | ------------------------ | ------------------------ |
| Protótipo        | 1          | NC.1                            | n/a                                                     | FIAT                     |                          |
| Protótipo        | 3          | NC.1b,2,3                       | MM 565-567                                              | Itália                   |                          |
| Pré-Produção     | 27         | NC.4-30                         | MM 6238-6264                                            | Itália                   | [ nota 3 ]               |
| G.91R/1          | 23         | NC.54-89                        | MM 6238-6287                                            | Itália                   |                          |
| G.91R/3          | 50         | NC. 54-89, 91-97, 102-108       | 30+01 a 30+43                                           | Alemanha                 |                          |
| G.91R/4          | 50         | NC:90, 98-101, 109-153          | FAP, 5401-5440                                          | Alemanha/Portugal        | [ nota 4 ]               |
| G.91R/1A         | 25         | NC.154-178                      | MM 6290-6314                                            | Itália                   | [ nota 5 ]               |
| G.91R/1B         | 50         | NC.179-228                      | MM 6375-6424                                            | Itália                   |                          |
| G.91R/3          | 294        | NC.301-594                      | 30+44 a 30+99 31+01 a 31+99 32+01 a 32+99 33+01 a 33+23 | Alemanha/Portugal        | [ nota 6 ]               |
| Protótipos G.91T | 2          | NC.1 e 2                        | MM6288-6289                                             | Itália                   |                          |
| G.91T/3          | 44         | NC.1-44                         | 34+01 a 34+41                                           | Alemanha                 |                          |
| G.91/T1          | 65+34      | NC.45-119 NC.120-153            | MM6315-6374 MM6425-6438 MM54392-54426                   | Itália                   |                          |
| G.91T/3          | 22         | NC.601-622                      | 34+41 a 34+62                                           | Alemanha/Portugal        |                          |
| Totais           | 690        | FIAT Aviazione(Aeritalia) - 373 | FIAT Aviazione(Aeritalia) - 373                         | Dornier Werke Gmbh - 316 | Dornier Werke Gmbh - 316 |

## Operadores
Angola

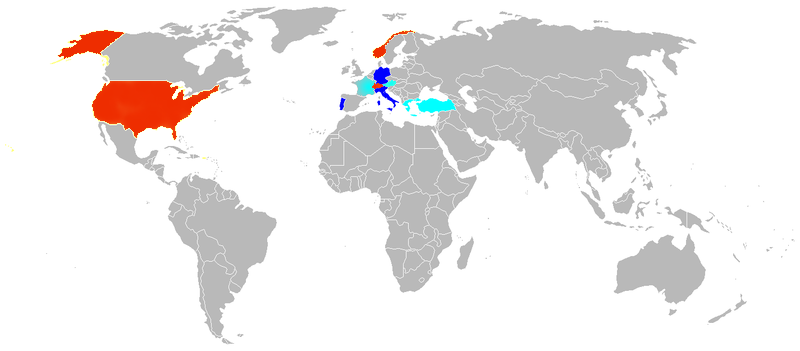
Azul: Operadores, Azul claro: Encomendado mas cancelado, Vermelho: Testado mas não encomendado.

- Reclama quatro Fiat G.91 R/4 capturados juntamente com outro material de guerra abandonado por Portugal na sequência do processo de independência, teriam estado no activo até 1982, apesar da sua capacidade operacional ser questionável.[7]
- Outras fontes afirmam que teriam sido abandonados apenas  dois ou três FIAT que teriam sido o embrião da nova Força Aérea Angolana, nunca foi encontrada uma evidência que suporte esta afirmação. Oficialmente as autoridades Portuguesas afirmam que todos os G.91 regressaram a Portugal.[8]

 Alemanha
A Alemanha operou um total de 460 aeronaves Fiat G.91R3 / R4 e T/3, das quais 294 foram de construção doméstica e as restantes de fabrico Italiano, nas quais se incluem 50 Fiat G.91R4 destinados à`Turquia e à Grécia, mas por ambos os países recusados, deste conjunto de
50 aeronaves 40 foram transferidas para a FAP em 1966. A Alemanha retirou o seu último Fiat em 1982.
 Grécia
- 25 G.91R/4 encomendados e recusados. Apenas um foi entregue em 1961 e devolvido no mesmo ano, veio a ser em 1966 o 5401 da FAP.[9]

 Itália
- O primeiro G.91 foi entregue ao 103º Gruppo, 5ª Aerobrigata da Força Aérea Italiana em Agosto de 1958 a qual recebeu um total de 229 aeronaves de todas as versões incluindo as de pré-produção assim distribuídas:
  - 125 - Fiat G.91R/1 (25 R/1A e 50 R/1B)
  - 101 - Fiat G.91T/1
  - 67 - Fiat G.91Y

O último foi retirado em 1995
 Portugal
- Necessitando de um avião de apoio aéreo próximo, para usar nos territórios africanos, Portugal comprou em 1966 à então Alemanha Ocidental 40 FIAT G91R/4 do lote inicial de 50 aeronaves destinadas à Grécia e Turquia, mas por ambos os países recusadas. Parte do negócio é uma contrapartida pela cedência de instalações para treino das tripulações alemâs, em Beja.[10]
Neste lote de 40 unidades está incluído o primeiro G.91R/4 fornecido à Grécia e que foi devolvido, tendo-se tornado também o primeiro ao serviço da FAP com o n.º de cauda 5401, os restantes seguiram a numeração até 5440.[9]
- No verão de 1974 a Alemanha Ocidental ofereceu a Portugal a preços de baixo custo a possibilidade de compra de vários T/3 e R/3, entregues faseadamente entre 1976 e 1982 tendo sido adquiridos 96 aeronaves dos dois tipos, mas apenas 33 R/3 e 11 T/3 serviram operacionalmente, os restantes foram, ou canibalizados, ou serviram como alvos, ou ainda como bancada de testes e treino em diversas unidades da FAP. Os R/3 foram matriculados com os n.ºs de cauda 5441 a 5473 e os T/3 de 1801 a 1811, anteriormente e por um breve período de tempo foram matriculados na série 5400.
- Com o incremento de aeronaves disponíveis foram criadas duas esquadras:[11]

1. Esquadra 301 "Jaguares", sediada na Base Aérea n.º 6 (BA6) constituída por G.91R/3 e G.91T/3.[nota 7][11]
2. Esquadra 303 "Tigres", alojada na Base Aérea n.º 4 (BA4) nos Açores, constituída por G.91R/4 e G.91T/3.[nota 8][11]

- Em 1980 e 1985 aviões FIAT G.91R/3 da Esquadra 301 "Jaguares" ganharam o troféu de prata da reunião anual de esquadras "Tiger" dos países pertencentes à NATO, que premeia o vencedor da competição "Tigermeet", defrontando oponentes como o F-4 Phantom II, F-16 Fighting Falcon, Dassault Mirage F1 e F-111. Finalmente a 15 de Junho de 1993 realiza-se o último voo oficial, após mais de 75 000 horas de voo ao longo de 27 anos.[12]

## Envolvimento Operacional
- Guiné-Bissau

Em Março de 1966, foram embarcados os oito FIAT G.91R/4 que iriam constituir a Esquadra 21 "Tigres" na Base Aérea n.º 12 em Bissalanca ex Guiné Portuguesa, a qual se tornou operacional em finais de Junho do mesmo ano. Regressaram a Portugal em 1974, após mais de 14 000 horas de voo em missões de combate, com um saldo de um piloto perdido e sete aeronaves abatidas:
- 22 de Fevereiro de 1967 - Fiat G.91R/4 "5407", pilotado pelo Major Armando Augusto dos Santos Moreira (Comandante da Esq. 121). Devido à explosão prematura de uma bomba.
- 28 de Julho de 1968 - Fiat G.91R/4 "5411", pilotado pelo Tenente-coronel Francisco da Costa Gomes (Comandante do Grupo Operacional 1201), devido a disparos de arma de 12,7mm no lado de lá da zona de fronteira com a Guiné-Conakry.
- 25 de Março de 1973 - Fiat G.91R/4 "5413", pilotado pelo Tenente Miguel Cassola Cardoso Pessoa, abatido por um míssil SAM-7 "Grail".
- 28 de Março de 1973 - Fiat G.91R/4 "5419", pilotado pelo Tenente-coronel José Fernando de Almeida Brito (Comandante do Grupo Operacional 1201), abatido por um míssil SAM-7 "Grail".
- 1 de Setembro de 1973 - Fiat G.91R/4 "5416", pilotado pelo Capitão Carlos Augusto Wanzeller, devido a problemas mecânicos.
- 4 de Outubro de 1973 - Fiat G.91R/4 "5409", pilotado pelo Capitão Alberto Roxo da Cruz, devido a falha mecânica.
- 31 de Janeiro de 1974 - Fiat G.91R/4 "5437", pilotado pelo Tenente Victor Manuel Castro Gil, abatido por um míssil SAM-7 "Grail".

- Moçambique

Entre Novembro de 1968 e Abril de 1960 ficam operacionais os oito primeiros Fiat G.91R/4 na Base Aérea Nº 10 (BA10) na Beira  com destino ao Aeródromo Base Nº5 (AB5) em Tete integrados na recém formada Esquadra 502 "Jaguares", em Julho de 1970 chegam à Base Aérea Nº 10 (BA10) na Beira os primeiros dois de um total de oito (que chegarão faseados até ao final do ano), para integrar a Esquadra 702 "Escorpiões" criada em Setembro de 1970 e destinada a operar a partir do Aeródromo Base Nº5 (AB5) em Nacala. Ambas as esquadras usavam destacamentos em Nampula no Aeródromo de Manobra 52 (AM52), em Porto Amélia e no Aeródromo de Manobra 51 (AM51) em Mueda, para além de outros destacamentos não permanentes no Aeródromo Base Nº6 (AB6) Nova Freixo, Aeródromo de Manobra 61 (AM61) Vila Cabral.
 A partir de 1973 as forças da Frelimo são equipadas com o míssil SAM-7 "Grail", o que obriga os pilotos portugueses a serem mais cautelosos no planeamento das missões. O único Fiat G.91R/4 perdido foi o 5429 da Esquadra 502, pilotado pelo Tenente Emílio Lourenço, devido à explosão prematura de uma das bombas que transportava.
Em 1974 após a mudança de regime político em Portugal os Fiat G.91 começam a abandonar Moçambique de regresso à Base Aérea N.º6 (BA6) no Montijo.
- Angola

De regresso a Portugal no final de 1974 alguns Fiat G.91R/4 oriundos das Esquadras 502 e 702 que operaram em Moçambique, foram desviados para Base Aéra N.º 9 (BA9) em Luanda, onde substituíram os F-84G Thunderjet na Esquadra 93 "Magníficos", antevendo uma possível guerra civil. Foram retirados em Janeiro do ano seguinte, tendo efectuado apenas uma missão de combate, contra forças que lutavam pela libertação do enclave de Cabinda.

## Variantes

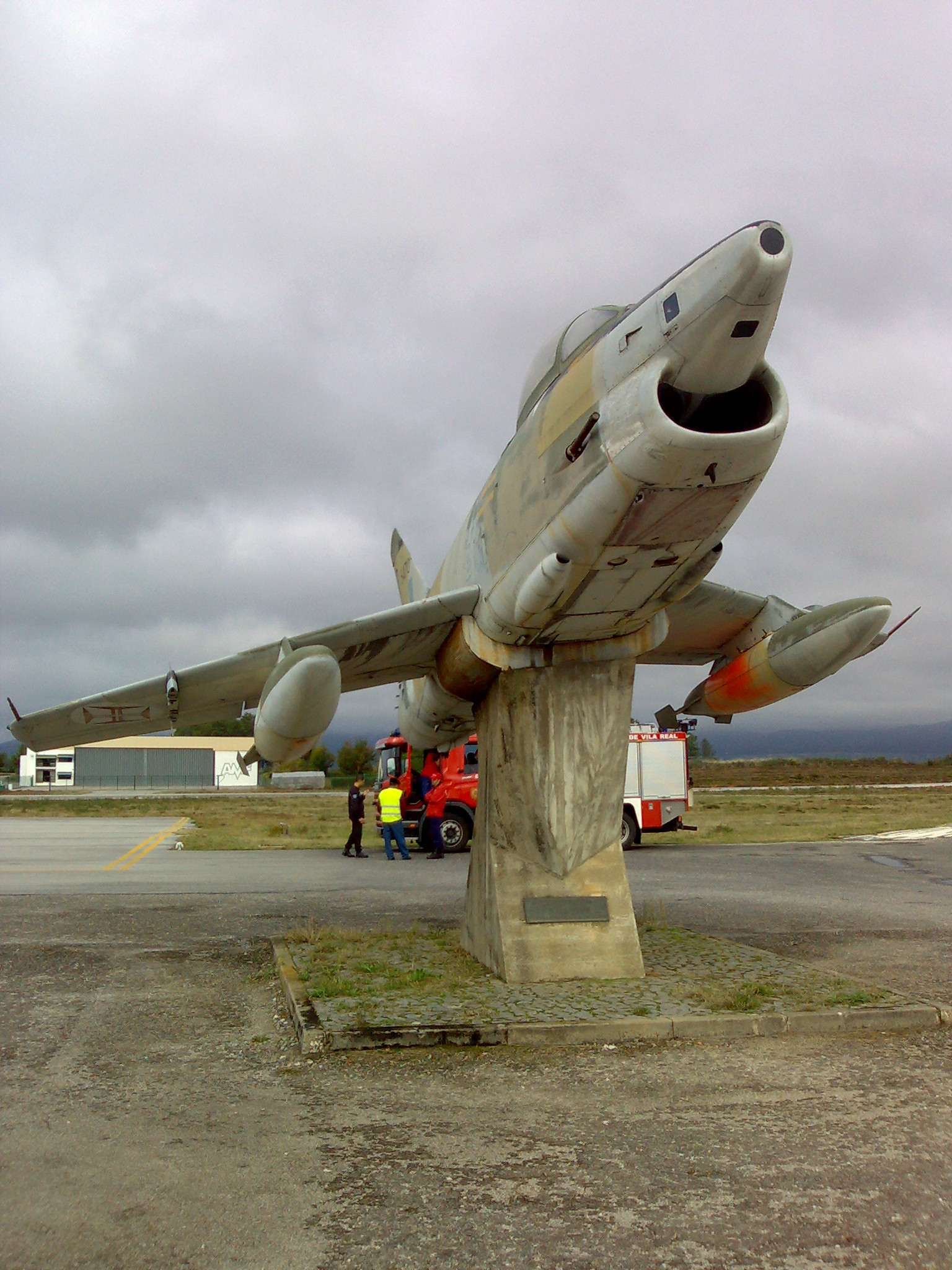
Fiat G.91/R3 exposto em Vila Real

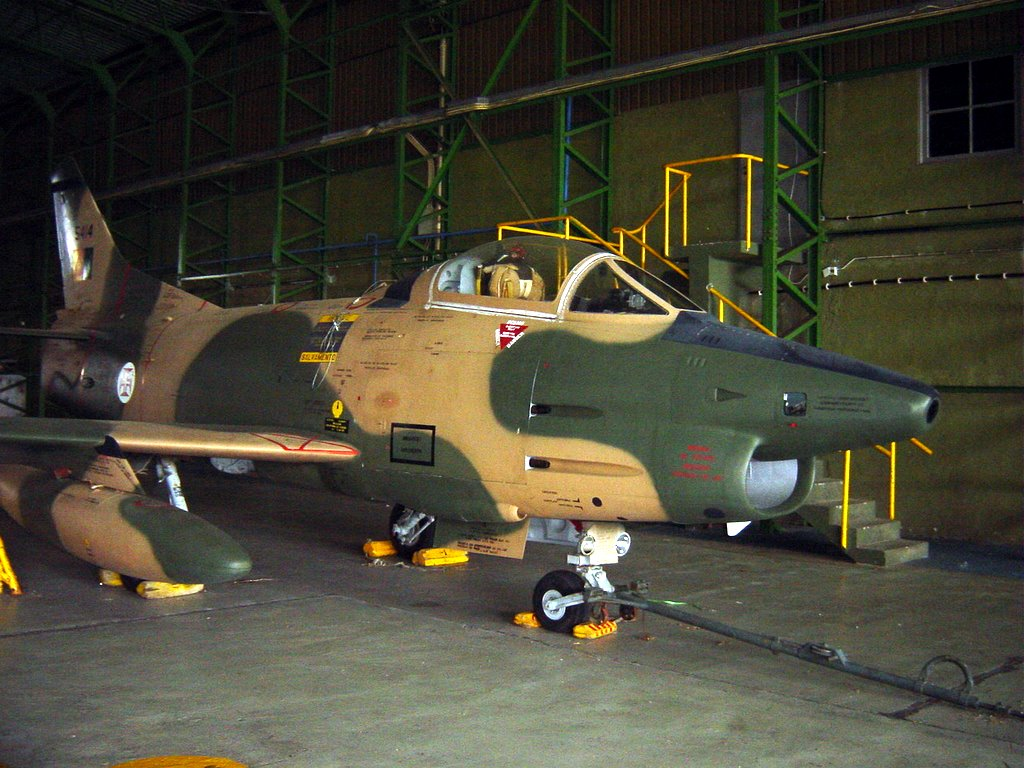
G.91R/4 preservado na Base Aérea n.º 4, Açores

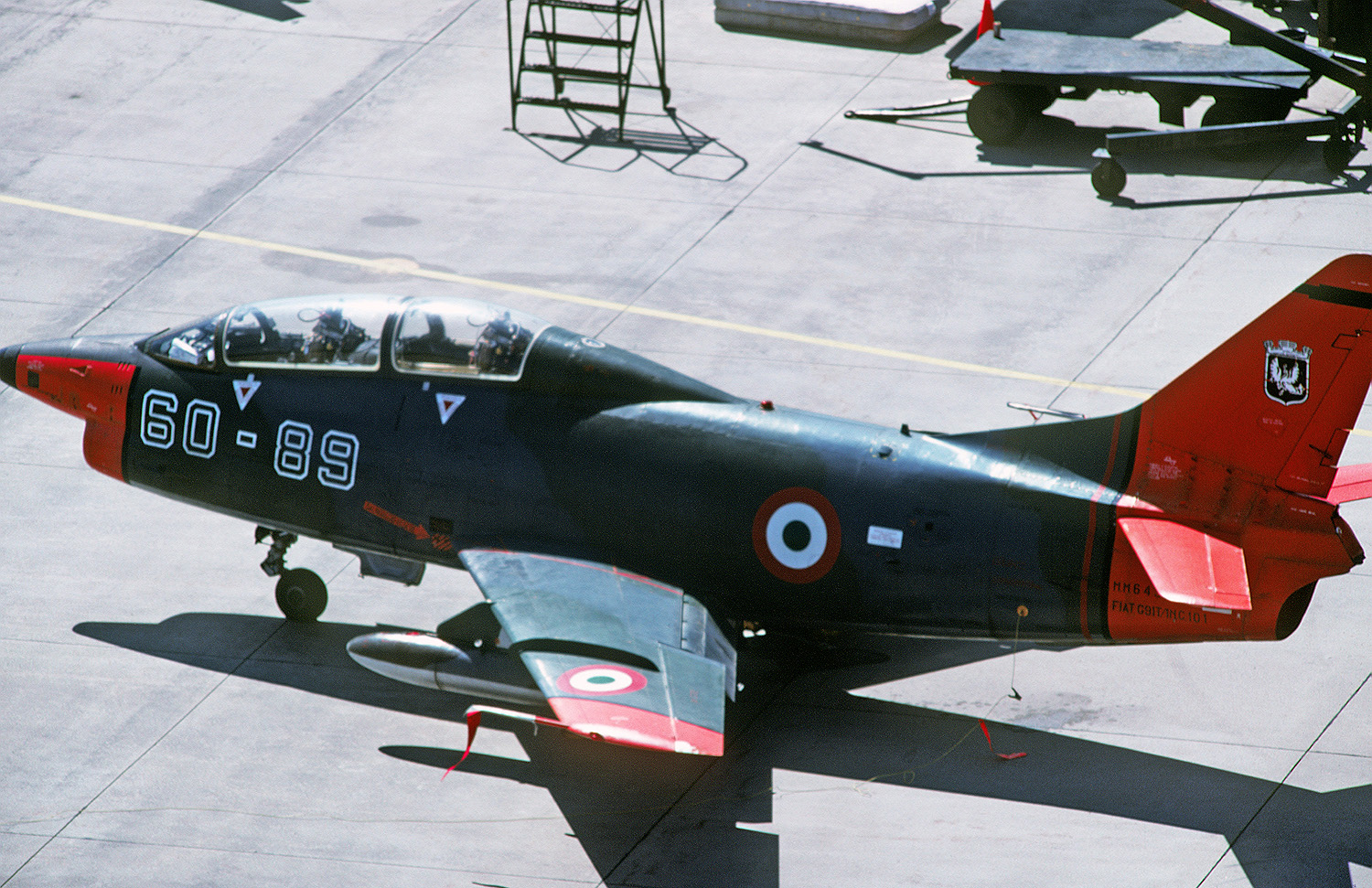
G.91T/3 da AMI (Força Aérea Italiana)

Compilação de dados
- G.91

Protótipos e pré-produção.
- G.91A

Modelo expeimental (NC.31) para testes de slats e depósitos externos de combustível.
- G.91BS/1

Projecto derivado do G.91T/1, mas monolugar, com electrónica mais elaborada e sistemas de reconhecimento fotográfico. Nunca construído.
- G.91BS/2

Versão de dois lugares similar ao modelo BS/1. Nunca construído.
- G.91N

Apenas um exemplar construído derivado de um modelo de pré-produção, com equipamento extra de navegação.
- G.91PAN

Versão de acrobacia para a esquadrilha de demonstração aérea Frecci Tricolori. Os depósitos debaixo das asas, são falsos e servem como balastro.
- G.91R

Conversão de quatro modelos de pré-produção para a função de reconhecimento.
- G.91R/1

Produção para a Força Aérea Italiana. Equipados com quatro metralhadoras de 12.7 mm e três câmaras fotográficas instaladas no nariz.
- G.91R/1A

Similar ao R/1 mas com os instrumentos padrão do modelo R/3.
- G.91R/1B

Similar ao R/1A, mas com estrutura reforçada, introdução de pneus sem câmara de ar e pequenas modificações ao nível da instrumentação.
- G.91R/2

Encomendado pela França, mas nunca construído.
- G.91R/3

Modelo monolugar padrão, adquirido pela Deutsche Luftwaffe, similar ao R/1 mas com instrumentos mais sofisticados e quatro estações para armamento debaixo das asas. Equipado com 2 canhões de 30 mm. Também usado pela Força Aérea Portuguesa.
- G.91R/3SATS

Conversão de um exemplar R/3 da Deutsche Luftwaffe, com foguetes de apoio à descolagem e gancho de retenção.
- G.91R/4

Modelo destinado á Grécia e Turquia, mas nunca aceite por ambos os países. Transferidos para a Deutsche Luftwaffe. Foram mais tarde adquiridos por Portugal. Distinguia-se do R/3 pela montagem de quatro metralhadoras de 12.7 mm, no lugar dos dois canhões de 30 mm
- G.91R/5

Versão estudada para a Noruega com alcance superior. Nunca construída.
- G.91R/6

Versão mais robusta nunca construída. Algumas características foram incorporadas no modelo R/1B.
- G.91RS

Projecto derivado do G.91A com motor mais potente. Nunca construído.
- G.91T

Apenas construídos dois protótipos de dois lugares, derivados do modelo R/1
- G.91T/1

Versão de produção 2 lugares em tandem, com duas metralhadoras de 12.7 mm.
- G.91T/2

Versão de treino (2 lugares) proposta para a Força Aérea Francesa. Nunca construída.
- G.91T/3

Versão de dois lugares para a Deutsche Luftwaffe com instrumentação do R/3.
- G.91T/4

Versão projectada para a Força Aérea Italiana com instrumentação usada pelo F-104 Starfighter.
- G.91TS

Versão supersónica. Não passou do projecto.
- G.91Y

Versão bimotor amplamente modificada e com capacidade para transportar todo o tipo de armamento usado pela Nato na época, inclusive armas nucleares.
- G.91YT

Versão de dois lugares do G.91Y, nunca construída.
- G.91YS

Versão do G.91Y projectada para a Suíça. Apenas um exemplar construído.

## Sobreviventes
De um total de 136 G.91R/3/4/T3 recebidos, pela Força Aérea Portuguesa com início em 1966 e retirada oficial em 1993, restam preservados em exposição estática pelo museu do ar e entidades civis ou armazenados aguardando colocação ou a guilhotina, aproximadamente 46 exemplares, conforme a seguinte lista:
.

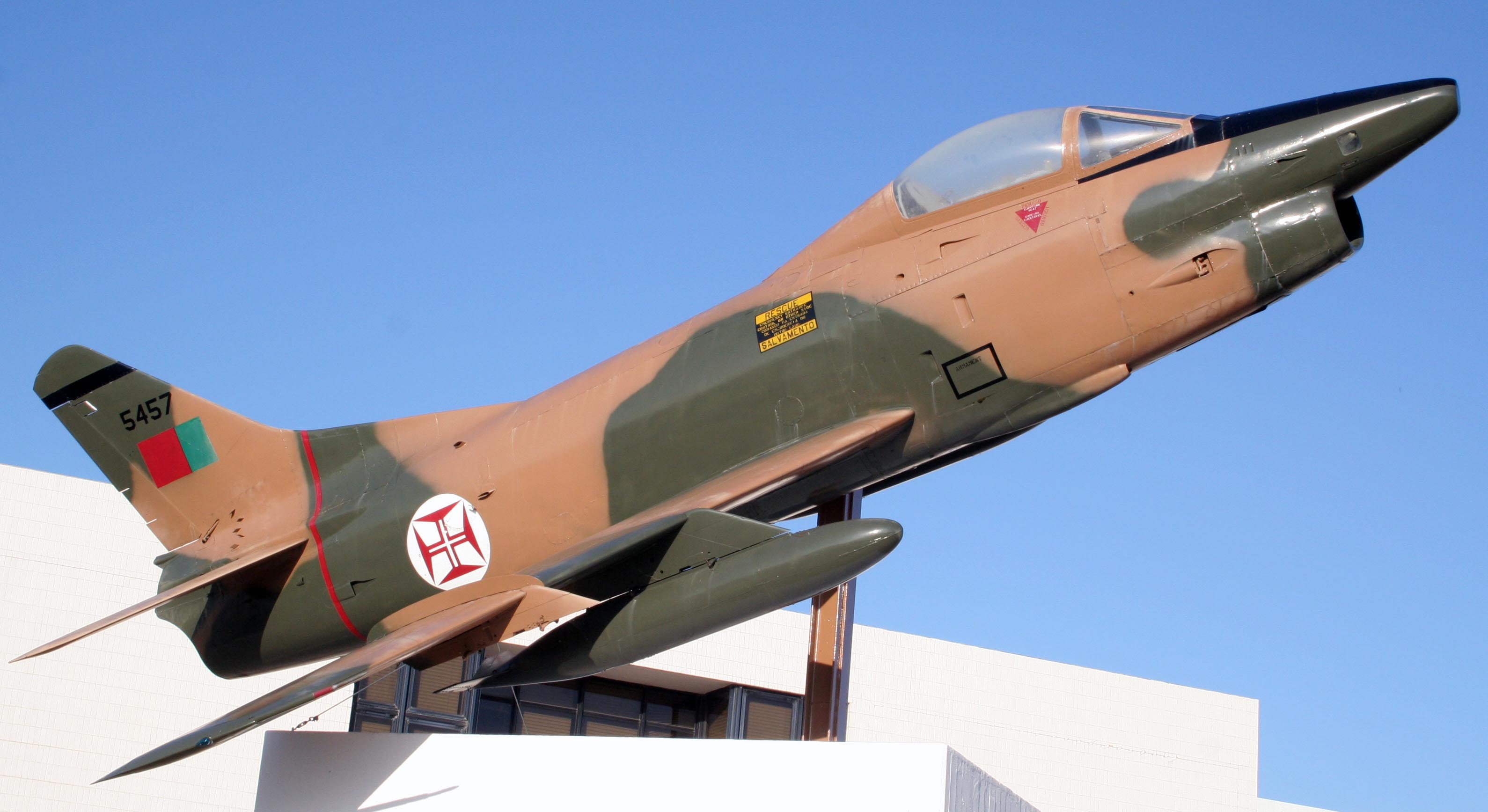
G.91R/3 exposto no interior da Base Aérea n.º 1 em Sintra

- FIAT G.91 R/3 5469 (ex Deutsche Luftwaffe 30+50). Exposto na Base Naval de Lisboa no Alfeite (Almada).
- FIAT G.91 R/3 5444 (ex Deutsche Luftwaffe 30+31) e FIAT G.91 R/3 5467 (ex Deutsche Luftwaffe 32+48). Monumento no exterior do Estado-Maior da Força Aérea (EMFA), em Alfragide (Lisboa)
- FIAT G.91 R/3 5472 (ex Deutsche Luftwaffe 32+88) e FIAT G.91 R/3 5473 (ex Deutsche Luftwaffe 33+19). Armazenados (para futuro envio p/ a sucata?) no Depósito Geral de Material da Força Aérea (DGMFA) em Alverca junto a Lisboa.
- FIAT G.91 R/3 5441 (ex Deutsche Luftwaffe 30+11). Exposto no polo de Alverca do Museu do ar.[nota 11]
- FIAT G.91 R/4 5431 (ex Deutsche Luftwaffe BD+368). Nas instalações da Indústria Aeronáutica de Portugal (ex OGMA), em Alverca, inicialmente como bancada de treino de manutenção, posteriormente para treino de bombeiros.
- Vestígios do que aparentemente parece ser um FIAT G.91 R/3 (ex Deutsche Luftwaffe 33+06) sem número de série da FAP, (foi canibalizado à sua chegada), oferecido pela Força Aérea Portuguesa à cidade de Barcelos em 1970 para ser exposto.[nota 12]
- FIAT G.91 R/3 (ex Deutsche Luftwaffe 98+38). Na Base Aérea n.º 11 (BA11) junto à messe de Oficiais colocado à época pelo destacamento Alemão e mantido pela FAP quando retomou a posse da unidade. Não possui quaisquer insígnias de nacionalidade, mas mantêm o esquema de pintura da Deutsche Luftwaffe.
- FIAT G.91 R/3 (ex Deutsche Luftwaffe 30+83). Exposto na escola primária da Carvoeira, junto à estrada N-247 do lado direito no sentido, Sintra - Ericeira.
- FIAT G.91 R/3 (ex Deutsche Luftwaffe 30+79) e o FIAT G.91T/3 (ex Deutsche Luftwaffe 34+27). Oferecidos à cidade de Castelo Branco em 1970. O primeiro encontra-se no Polo Principal da Universidade da Beira Interior, Covilhã, tendo sido cedido para o Departamento de Ciências Aeroespaciais pela Força Aérea Portuguesa. O segundo está localizado, ao ar livre, num parque infantil em Santo André das Tojeiras, no concelho de Castelo Branco.
- FIAT G.91 R/3 (ex Deutsche Luftwaffe 32+69). Exposto num dos jardins da cidade de Celorico da Beira, encontra-se desgastado e mal preservado.
- FIAT G.91 R/3 5474 (ex Deutsche Luftwaffe 32+74). Exposto em Coimbra no parque temático Portugal dos Pequenitos.[nota 13]
- FIAT G.91 T/3 1804 (ex WGAF34+15). Oferecido à edilidade de Gondomar para ser colocado em espaço público, foi armazenado numa cave durante vários anos, mais recentemente passou para um armazém Municipal ao ar livre, onde se encontra armazenado com o mais variado material sobre ele, esperando por melhores dias.
- FIAT G.91 R/3 (ex Deutsche Luftwaffe 30+80). Exposto na aldeia de Horta do Douro, no conselho de Vila Nova de Foz Côa. Foi restaurado pela autarquia com um esquema de pintura incorrecto, ostenta as insígnias da Deutsche Luftwaffe.
- FIAT G.91 R/4 5414 (ex Deutsche Luftwaffe BD+365) e o FIAT G.91 R/4 5418 (ex Deutsche Luftwaffe BD+247). Na Base Aérea Nº 4 (BA4) nas Lajes, Açores. O primeiro encontra-se exposto como monumento junto ao edifício do Comando, e o segundo após restauro, é geralmente estacionado na linha da frente da Esquadra 711 "Albatrozes" (SA 330 Puma / EH-101 Merlin).
- FIAT G.91 R/3. Exposto no interior do Colégio Militar em Lisboa. Não acessível para o público.
- FIAT G.91 R/3 5463 (ex Deutsche Luftwaffe 31+18), FIAT G.91 R/4 5404 (ex Deutsche Luftwaffe BD+243) e o FIAT G.91 R/3 5447 (ex Deutsche Luftwaffe 31+20). Na Base Aérea n.º 6 (BA6) no Montijo, o primeiro está exposto na porta de armas da unidade, o segundo encontra-se atrás da torre de controlo e o terceiro é usado para instrução de sobrevivência.[nota 14]
- No Centro de Formação Militar e Técnica da Força Aérea[nota 15] na localidade da Ota perto de Alenquer encontram-se para formação dos alunos os FIAT G.91 R/3 (ex Deutsche Luftwaffe 32+85) e FIAT G.91 R/3 (ex Deutsche Luftwaffe 30+04) e ainda para instrução de bombeiros, os seguintes aviões:

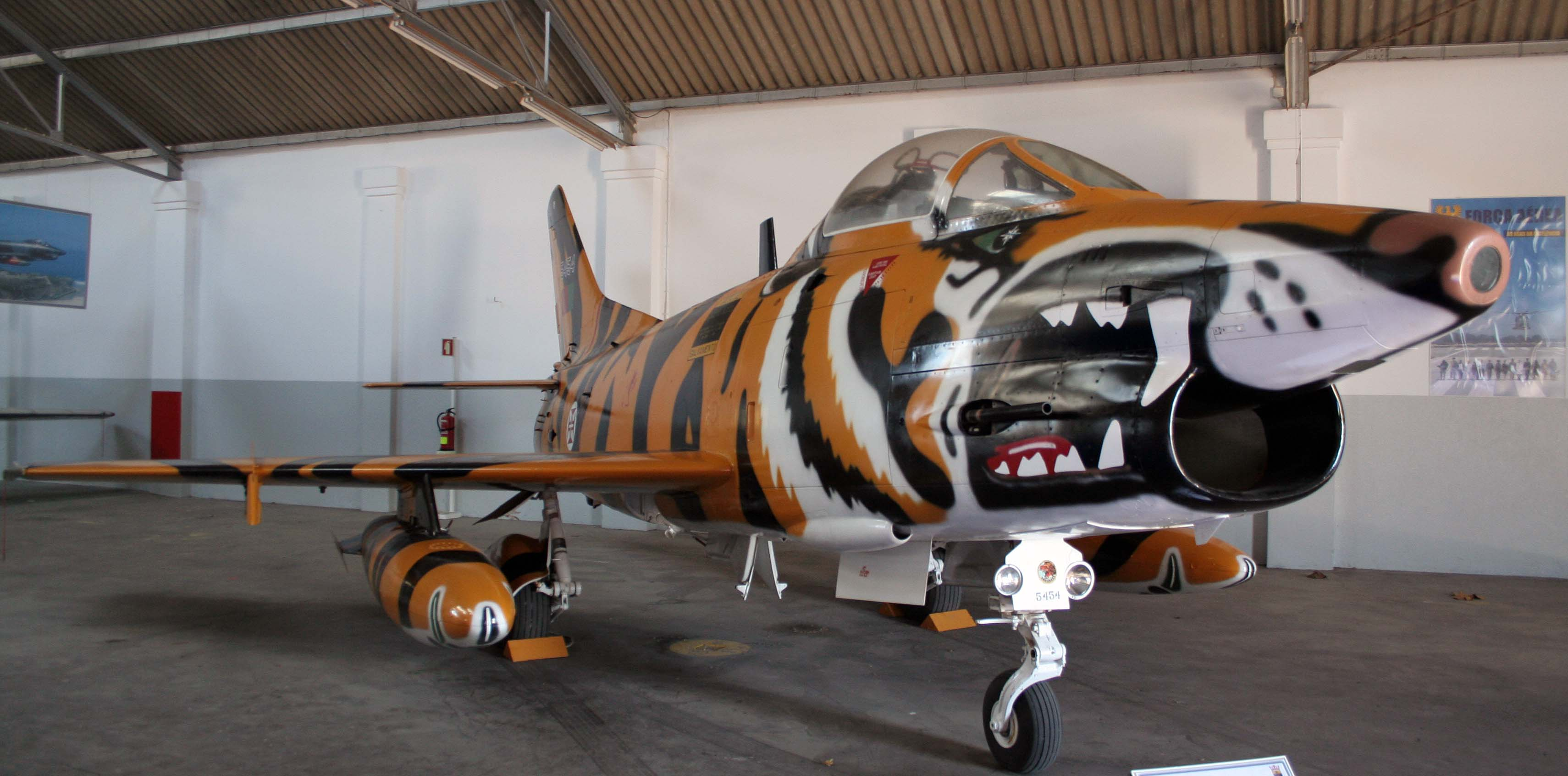
Fiat G-91R/3, com esquema de pintura Tigre, pertence ao Museu do Ar

FIAT G.91 R/3 ex Deutsche Luftwaffe 30+78;
FIAT G.91 R/3 ex Deutsche Luftwaffe 32+20;
FIAT G.91 R/3 ex Deutsche Luftwaffe 32+87;
FIAT G.91 T/3 ex Deutsche Luftwaffe 34+45;
FIAT G.91 T/3 ex Deutsche Luftwaffe 34+43;
FIAT G.91 T/3 ex Deutsche Luftwaffe 34+48.
- Hangar nº1 da ex Base aérea nº2 na Ota, armazenadas várias aeronaves pertencentes ao museu do ar, entre as quais:

FIAT G.91 R/4 5436 (ex Deutsche Luftwaffe BD+254 posteriormente BR+254),
FIAT G.91 R/3 5452 (ex Deutsche Luftwaffe 32+01),
FIAT G.91 T/3 1806 (ex Deutsche Luftwaffe BD+124 posteriormente 34+23).
- FIAT G.91 R/3 5442 (ex Deutsche Luftwaffe 30+21). Salvo de um sucateiro por um particular, encontra-se à saída de Pombal na estrada N1 entre duas casas no meio de uma horta de couves.
- FIAT G.91 R/3. No jardim Gil Eanes em Portimão.
- FIAT G.91 R/3. Em S. Jacinto, Aveiro, não possui identificação, têm um emblema da esquadra 301, junto ao cockpit.
- FIAT G.91 R/3 5455 (ex Deutsche Luftwaffe 31+72). Em Setúbal junto à sede do núcleo de especialistas da Força Aérea.
- FIAT G.91 R/3 5457 (ex Deutsche Luftwaffe 31+96). Na Base Aérea Nº1 (BA1).
- FIAT G.91 R/3 5474 (ex Deutsche Luftwaffe 32+74 Exposto em Palhais - Trancoso .
- FIAT G.91 R/4 5438 (ex Deutsche Luftwaffe BD+374), FIAT G.91 R/3 5445 (ex Deutsche Luftwaffe 30+32) e FIAT G.91 R/3 5454 (ex Deutsche Luftwaffe 32+62). Expostos no Museu do ar em Sintra Base Aérea Nº1 (BA1).

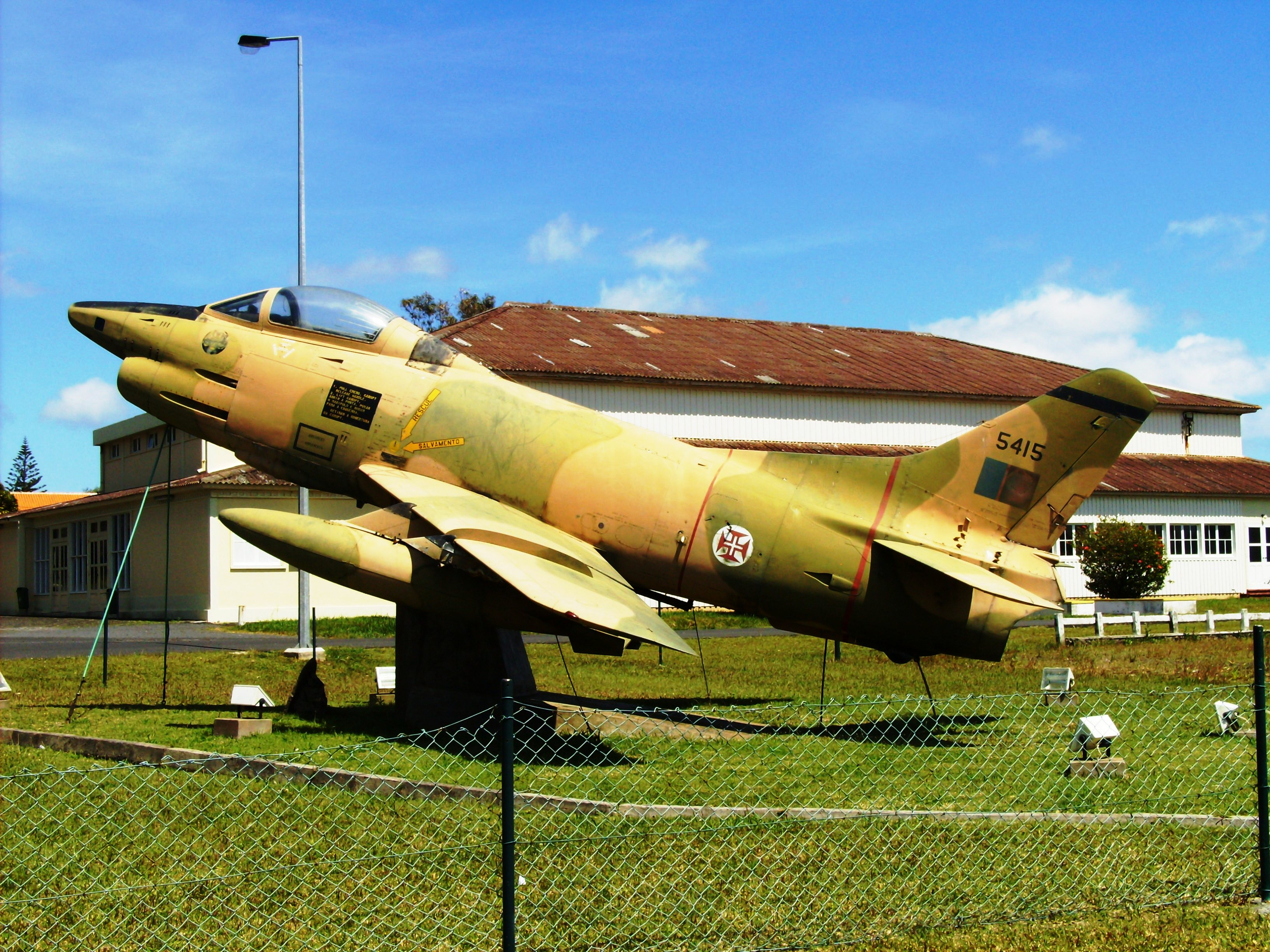
Fiat G.91R/4, Ilha de Santa Maria, Açores (Ainda por renovar)

- FIAT G.91 R/4 5432 (ex Deutsche Luftwaffe BD+377). Exposto no Aeródromo Militar de Tancos, ex Base Aérea n.º 3
- FIAT G.91 R/3 5470 (ex Deutsche Luftwaffe 30+77). Exposto no aérodromo Municipal de Vila Real.
- FIAT G.91 R/4 5408 (ex Deutsche Luftwaffe BD+385). Em Viseu desde 1970, é o único G.91 preservado que ostenta o esquema de pintura totalmente verde, adoptado na fase final das operações na ex Guiné Portuguesa.
- FIAT G.91 R/4 5415. Exposto na Ilha de Santa Maria nos Açores por oferta da FAP em Setembro de 1993 (Retirado para restauro integral a 31 de Outubro de 2018 e reposto a 9 de Novembro de 2018, esta restauração ocorre 25 anos após a sua colocação. Por efeito do tempo e exposição aos elementos climatéricos o avançado estado de degradação em que se encontrava era por demais evidente, assim sendo esta restauração foi levada a cabo pela FAP em colaboração e apoio com entidades privadas e públicas e população local.)

## G.91Y
Resulta de uma solicitação da Aeronautica Militare, para um caça-bombardeiro ligeiro com capacidade de reconhecimento. Possui dois motores General Electric J-85, montados lado a lado numa fuselagem totalmente revista. Surpreendeu por não ter capacidade supersónica, numa época onde todas as forças aéreas se equipavam com aviões capazes de operar acima da barreira do som, como o F-5 Freedom Fighter ou com um desempenho altamente superior como o projecto franco-inglês SEPECAT Jaguar ou o  A-7 Corsair. Apenas foi operado pela Itália, que adquiriu 67 unidades. Foi retirado de serviço no início de 1995.

## Especificações
|                             | G.91R/1                                                   | G.91R/3                                                   | G.91R/4                                                   | G.91T/1 & T/3                                             | G.91Y                                                     |
| --------------------------- | --------------------------------------------------------- | --------------------------------------------------------- | --------------------------------------------------------- | --------------------------------------------------------- | --------------------------------------------------------- |
| Dimensões:                  |                                                           |                                                           |                                                           |                                                           |                                                           |
| Envergadura                 | 8,56 m                                                    | 8,56 m                                                    | 8,56 m                                                    | 8,60 m                                                    | 9,00 m                                                    |
| Comprimento                 | 10,30 m                                                   | 10,30 m                                                   | 10,30 m                                                   | 11,57 m                                                   | 11,78 m                                                   |
| Altura                      | 4,00 m                                                    | 4,00 m                                                    | 4,00 m                                                    | 4,26 m                                                    | 4,43 m                                                    |
| Área das asas               | 16,42 m²                                                  | 16,42 m²                                                  | 16,42 m²                                                  | 16,42 m²                                                  | 18,10 m²                                                  |
| Performance:                |                                                           |                                                           |                                                           |                                                           |                                                           |
| Veloc. máx. ao nível do mar | 1 068 km/h                                                | 1 068 km/h                                                | 1 068 km/h                                                | 1 010 km/h                                                | 1 110 km/h                                                |
| Veloc. máx. a 1 500 m       | 1 080 km/h                                                | 1 080 km/h                                                | 1 080 km/h                                                | 1 070 km/h                                                | 1 110 km/h                                                |
| Relação de subida inicial   | 1 830 m/min                                               | 1 830 m/min                                               | 1 830 m/min                                               | 1 830 m/min                                               | 5 181 m/min                                               |
| Tecto                       | 13 100 m                                                  | 13 100 m                                                  | 13 100 m                                                  | 11 890 m                                                  | 12 500 m                                                  |
| Raio de acção               | 320 km                                                    | 320 km                                                    | 320 km                                                    | 320 km                                                    | 600 km                                                    |
| Alcance máximo              | 1 840 km                                                  | 1 840 km                                                  | 1 840 km                                                  | 2 180 km                                                  | 3 370 km                                                  |
| Distância p/ descolar       | 1 180 m                                                   | 1 180 m                                                   | 1 180 m                                                   | 1 250 m                                                   | 750 m                                                     |
| Armamento                   |                                                           |                                                           |                                                           |                                                           |                                                           |
| Fixo                        | 4x 12,7 mm                                                | 2x 30 mm                                                  | 4x 12,7 mm                                                | 2x 12,7 mm                                                | 2x 30 mm                                                  |
| Carga externa               | 454 kg                                                    | 454 kg                                                    | 454 kg                                                    | 454 kg                                                    | 1 810 kg                                                  |
| Pesos                       |                                                           |                                                           |                                                           |                                                           |                                                           |
| Vazio                       | 3 100 kg                                                  | 3 360 kg                                                  | 3 360 kg                                                  | 3 290 kg                                                  | 3 900 kg                                                  |
| Máx. à descolagem           | 5 670 kg                                                  | 5 670 kg                                                  | 5 670 kg                                                  | 6 050 kg                                                  | 7 800 kg                                                  |
| Capacidade combustível      |                                                           |                                                           |                                                           |                                                           |                                                           |
| Interna                     | 2 100 lt                                                  | 2 100 lt                                                  | 2 100 lt                                                  | 1 600 lt                                                  | 3 200 lt                                                  |
| Motor                       | 1× Bristol Siddeley Orpheus 803 02 com 22.2Kn de potência | 1× Bristol Siddeley Orpheus 803 02 com 22.2Kn de potência | 1× Bristol Siddeley Orpheus 803 02 com 22.2Kn de potência | 1× Bristol Siddeley Orpheus 803 02 com 22.2Kn de potência | 1× Bristol Siddeley Orpheus 803 02 com 22.2Kn de potência |

### Aviões comparáveis
- Dassault Étendard IV
- F-5 Freedom Fighter
- F-86 Sabre